# 中村愛 (タレント)
中村 愛（なかむら あい、1986年2月25日 - ）は、日本のタレント。愛知県名古屋市生まれ。身長162cm、B88cm、W63cm、H88cm、足のサイズ23.5cm。血液型A型。浅井企画所属。本名同じ。

## 来歴
- 会社受付嬢をしつつ『恋のから騒ぎ』に出演し、当時18歳で最年少レギュラーとなった[3]。
- 24歳の時に上京し、浅井企画に所属しタレントとして活動を開始した。2012年からbayfmでパーソナリティをしている。
- 自らを「ゲスなアイドル、ゲスドル」と名乗り、水着姿で、下ネタを取り入れた手品や一発芸などを持ちネタとしていた時期もある。男子がムラムラするマジック、「ムラマジ」を披露することで男性ファンの獲得や茶の間の笑いを誘っていた。
- YouTubeでは登録者数10万人を超え、TikTokでも若者に支持を得ている。パーマ大佐と「あいあいさーチャンネル」も開設した（2021年）
- 2017年7月6日に一般社会人の男性と結婚したことを、3日後の7月9日放送のラジオ番組『TERUMI de SUNDAY!』（bayfm）と同日付の自身のブログで報告[4]。 2018年8月23日に女児を出産したと自身のブログで報告した。

## 人物
- 趣味は、バイク[3]・自転車・トイレ巡り・イラスト・コラムを書く。バイクは三台（VOLTY・フォルツア・ハーレー）所持する。
- 特技は、ものまね・マジック・ボイスパーカッションなど。モノマネではそっくり館キサラにも出演している。
- モノマネのレパートリーは、仲里依紗、朝日奈央、若槻千夏、増田明美、平井理央、高橋真麻、鈴木奈々、神田愛花ほか多数[5]。平井理央のモノマネで細かすぎて伝わらないで第3位になった。

## 出演

### テレビ
- 恋のから騒ぎ8期生（2001年度、日本テレビ）[3]
- 新知識階級 クマグス（2010年8月19日、TBSテレビ）
- How to モンキーベイビー!（2010年12月8日、TOKYO MX）- アイドル野球部オーディション合格、以後レギュラーとして出演
- 眠れぬ街のアプリンス（2011年5月26日 - 2011年9月29日、日本テレビ）レギュラー出演
- とんねるずのみなさんのおかげでした（ フジテレビ）
  - 安すぎて伝わらない素人芸選手権（2011年6月16日）
  - 博士と助手〜細かすぎて伝わらないモノマネ選手権〜 - 第17回（2011年10月6日）では第3位受賞[6]
  - 第2回 紅白モノマネ合戦（2011年12月29日）
- 愛しのメロンパン（2011年8月6日・11月13日・11月27日・12月10日、テレ朝チャンネル）[7][6]
- マニュアル劇団（2011年11月1日 - 、テレビ朝日） - ゲストおよびアシスタントとして多数出演
- さまぁ〜ZOO（2012年1月26日・2月9日、テレビ東京）
- 爆生レッドカーペット（2012年4月14日、フジテレビ） - 関根勤&イワイガワ&花香芳秋との激レアコラボカーペットとして出演(関根勤with浅井企画名義)
- 芸人報道（2012年6月4日・6月11日・6月18日、日本テレビ）
- カンニング竹山の銭ナール女学院（2012年8月8日、毎日放送）
- 『ぷっ』すま（テレビ朝日）
- 踊る!さんま御殿!!〜サバサバ女VSグズグズ男〜（2013年4月30日、日本テレビ）- 「私が出会った女々しすぎる男の言動」[8]
- ツボ娘 第150回（2013年5月8日、TBS）
- 爆笑そっくりものまね紅白歌合戦スペシャル（2012年9月21日、フジテレビ）
- おはスタ（2013年11月1日 、テレビ東京） - 「ひなこ姫を起こせ!」に出演
- ものまねグランプリ（2013年12月22日、日本テレビ）
- 竹山ロックンロール（2014年1月11日 - 、テレ玉） - MC [9][10]
- 魁!音楽番付（2014年7月30日、フジテレビ）
- ライオンのごきげんよう (2014年11月6日、フジテレビ)
- 志村座 (2015年8月25日、フジテレビ)
- ナイツのHIT商品会議室（2015年11月27日 - 、チバテレ） - 一部回で代役MC
- 超青春!バイクでGo!!（テレビせとうち）
- チャンネル生回転TV Midnightザップ!（2014年10月 - 2016年3月、BSスカパー）
- 金曜競馬CLUB（2016年4月 - 2018年6月22日・11月2日 - 、チバテレ） - 「中村愛のうまたま」コーナーレギュラー、2016年6月は岡田真由香の代役アシスタント兼任、7月以降は岡田の降板のため正式にアシスタント就任
- Midnight女子会Z（2017年7月13日 - 2018年4月26日、BSスカパー!）レギュラー・MC担当。

### ラジオ
- プロフェッショナル・スラング（2010年6月 - 、ZIP-FM） - 木曜日担当
- GEKIDAN SAMBA CARNIVAL（2011年10月 - 2012年3月、FM-FUJI) - レギュラー・アシスタント
- BAY LINE GO!GO!→The BAY☆LINE（2012年7月5日 - 2017年3月30日、bayfm） - Go!Go!ラーメン部（木曜日）レポーター
- My Favorite Things（2013年10月 - 2014年3月、bayfm）
- MOZAIKU NIGHT（2014年4月 - 2018年3月26日[11] 、bayfm） - 月曜日担当
- TERUMI de SUNDAY!（2017年4月2日 - 2018年6月10日、11月4日 - bayfm）- 当初、6月24日の出演をもって産休に入る予定であったが、体調不良のため産休を2週繰り上げ。11月4日より復帰。

### ウェブテレビ
- 男女7人波物語 ―恋愛も、競走だー（2020年3月8日、AbemaTV）[12]
- 田村淳の地上波でもSNSでもダメ！絶対！（2021年3月25日、3月31日[13]、スカパー!オンデマンド）

### コラム連載
- EX MAX! 「ゲスノート」（2012年9月号 - 、ぶんか社）
- 漫画ゴラク増刊号「中村愛の女を落とす必殺の一言」（日本文芸社）
- 漫画ゴラク酒楽「中村愛のゲスな酒話」（日本文芸社）
- ニュースサイトしらべぇ（2015年～）
- fumumuサイト（2018年～）

### CM
- A Inc.「ふわっち」働く男篇（2021年9月17日 - ）[14]

### 映画
- ロバマン （2019年10月公開）